# Associazione Sportiva Calcio Viareggio 1967-1968
Questa voce raccoglie le informazioni riguardanti l'Associazione Sportiva Calcio Viareggio nelle competizioni ufficiali della stagione 1967-1968.

## Stagione
Quattordicesimo campionato di IV Livello. Un campionato vinto sul campo (1965-1966), ma perso a tavolino, un altro (1966-1967) perso all'ultimo tuffo. Chiunque mollerebbe e direbbe basta. Venasco Bini invece rilancia, allestendo una squadra che punta senza mezzi termini alla promozione. Sarà una sfida con Lucchese, Montevarchi e Grosseto. Proprio la squadra maremmana costringerà i bianconeri a vincere all'ultima giornata a San Sepolcro per 4-1. Le Zebre sono promosse in Serie C, dopo 8 anni, con un solo punto di vantaggio sul Grosseto.

## Rosa
| N. |                   | Ruolo | Calciatore          |
| -- | ----------------- | ----- | ------------------- |
|    | Italia (bandiera) | A     | Alessandro Barbetti |
|    | Italia (bandiera) | D     | Remo Bonzi          |
|    | Italia (bandiera) | C     | Emilio Codecasa     |
|    | Italia (bandiera) | A     | Sergio Dossena      |
|    | Italia (bandiera) | D     | Emilio Francesconi  |
|    | Italia (bandiera) | P     | Alfredo Franci      |
|    | Italia (bandiera) | A     | Roberto Quadalti    |
|    | Italia (bandiera) | D     | Giampaolo Guidi     |
|    | Italia (bandiera) | D     | Massimo Marchetti   |

| N. |                   | Ruolo | Calciatore       |
| -- | ----------------- | ----- | ---------------- |
|    | Italia (bandiera) | D     | Andrea Nesti     |
|    | Italia (bandiera) | D     | Aldo Pedretti    |
|    | Italia (bandiera) | P     | Nicola Petrucci  |
|    | Italia (bandiera) | C     | Mario Rossini    |
|    | Italia (bandiera) | D     | Piero Sani       |
|    | Italia (bandiera) | D     | Paolo Avio Tosi  |
|    | Italia (bandiera) | A     | Claudio Veronesi |
|    | Italia (bandiera) | C     | Giuseppe Viganò  |